# Qanûn
De qanûn (Armeens: Քանոն Arabisch: قانون), ook wel kanun, is een op een hakkebord of cimbalom gelijkend snaarinstrument uit de groep plankciters. Het instrument stamt uit het Midden-Oosten en bereikte Europa in de 11e eeuw.
Op de trapeziumvormige kast zijn gemiddeld 26 driekorige snaren gespannen, die gelijkzwevend gestemd worden. Daarnaast is het uitgevoerd met een verstelmechaniek waarmee snaren in kleine stapjes (vergelijk de pedalen van een harp) verstemd kunnen worden. Dit is omdat in de Arabische muziek naast hele en halve tonen ook kwarttonen
(in de Turkse muziek ook nog 1/8ste tonen) gespeeld worden. Voordat dit mechanisme gebruikt kan worden moeten alle snaren eerst gewoon gestemd worden.